# Henri Lambert (explorateur)
Pour les articles homonymes, voir Henri Lambert et Lambert.
Henri Lambert, né à Redon (Ille-et-Vilaine) le 16 juin 1828 et mort le 4 juin 1859 à proximité de l'île Moucha (Djibouti), est un explorateur et commerçant français. Il est le frère de l'aventurier Joseph Lambert.

## Biographie
Après un voyage commercial en Australie, Henri Lambert s'installe à l'île Maurice où son frère est planteur. Ils créent une compagnie de navigation qui fait faillite en 1858.
Il arrive à Aden en octobre 1855, et visite Zeilah et Tadjourah en 1856 avant de retourner à Maurice. Les autorités britanniques d'Aden le soupçonnent d'être un agent du gouvernement français à la recherche d'un port de la région propice à une implantation française, ce qui va précipiter la décision du gouvernement britannique d'occuper Périm en décembre 1856.
Il est nommé agent consulaire français non rétribué à Aden en septembre 1857. Abu Bekr, notable de Tadjourah, lui propose de céder à la France Ras Ali et la baie d'Ouano. Henri Lambert démissionne de sa fonction consulaire en avril 1859 et ferme l'agence d'Aden. Il se rend à Mokka, puis al-Hodeïda. Le 4 juin 1859, il est assassiné à proximité de l'île Moucha, sans doute sur ordre d'Ali Shermake, alors titulaire des douanes de Zeilah. À la suite de sa mort, une mission navale française venue de la Réunion, commandée par Alphonse Fleuriot de Langle, enquête en 1860. Elle arrête Shermake, qui meurt en 1861.
À la suite de cette mission, une ambassade de notables locaux se rend à Paris, où ils cèdent à la France en mars 1862 le Territoire d'Obock, compris entre le Ras Bir et Douméra, pour 10 000 thalers. C'est la base juridique, vingt ans plus tard, de la création de la Côte française des Somalis.